# Tableau des stations de radio disparues en Vaucluse
 (octobre 2018).
Cet article présente le tableau des stations de radio disparues en Vaucluse. Les stations de radio qui y figurent ont donc eu leur siège dans le département français de Vaucluse. Pour chaque station, sont précisés les noms que la radio a porté dans son histoire, la localisation du siège de la radio, c'est-à-dire la commune où était situé son studio principal, les années de création (première émission) et de disparition de cette radio, ainsi qu'un commentaire principalement historique. 

## Radios disparues de Vaucluse
| Noms successifs de la station                                                    | Siège     | Création    | Disparition | Commentaires |
| -------------------------------------------------------------------------------- | --------- | ----------- | ----------- | --- |
| Avignon Radio                                                                    | Avignon   | 1978        | ?           | --- |
| Avignon Radio Stéréo (ARS) - Radio Nostalgie Avignon - RFM Avignon               | Avignon   | 1981        | 1991        | Radio créée à Avignon le 7 juin 1981. Elle prend la franchise Radio Nostalgie devenant Radio Nostalgie Avignon en 1986, puis la franchise RFM en 1988 jusqu'en 1991. |
| Fréquence Mix                                                                    | Cavaillon |             |             | Radio temporaire à Cavaillon, autorisée durant environ 8 mois à chaque fois, en septembre 2005, mars 2008, mars 2010, avril 2011 et juin 2014. |
| Fusion 84 - Radio Inter-Vaucluse                                                 | Avignon   | 1981        | 1985        | Radio associative créée le 8 octobre 1981, proche de la municipalité de Sorgues. Elle s'arrête en février 1985. |
| Radio 2L - Luberon FM                                                            | Pertuis   | 1982        | 1988        | Cette radio est née le 2 août 1982 à Ansouis, près de Pertuis. Elle prend de l'importance et, en 1984, dépassant le stade de l'association loi de 1901, des emplois y sont créés. En 1985, la radio devient Luberon FM et déménage en centre ville. La concurrence venue d'Aix-en-Provence entraîne un changement de direction et de nombreuses démissions. La radio programme dès lors de la musique non stop. Un jour de 1988, Luberon FM arrête d'émettre. |
| Radio 102                                                                        | Avignon   | 1982        | ?           | La première émission a lieu en février 1982. |
| Radio Arc en Ciel                                                                | Avignon   | 1981        | ?           | --- |
| Radio Cavaillon - RC1                                                            | Cavaillon | 1982        | ?           | Cette radio est créée en février 1982. Par la suite, elle prendra le nom de RC1. |
| Radio Clémentine                                                                 | Monteux   | 1998        | 1998        | Radio temporaire ayant émis depuis la tour Clémentine. |
| Radio Contact                                                                    | Avignon   | années 1980 | années 1980 | Radio libre des années 1980. |
| Radio Cour des Miracles                                                          | Avignon   | années 1980 | années 1980 | Radio associative des années 1980. |
| Radio Klips - Kiss FM Avignon - Radio Klips - Chérie FM Avignon - Chérie Avignon | Avignon   | années 1980 | 1999        | Cette radio devient l'antenne locale du réseau Kiss Fm à Avignon en 1987, puis redevient indépendante en 1991. En novembre 1995, le CSA met en demeure Radio Klips de respecter l'autorisation qui lui a été donnée à Carpentras, au motif de non-émission. En avril 1999, le CSA autorise la diffusion du programme Chérie FM à Avignon, en raison des engagements pris par la radio en matière de programme local.                                          |
| Radio Libre Avignon                                                              | Avignon   | 1980        | ?           | Cette radio est saisie le 15 mars 1980, mais revient sur les ondes le 2 mai 1980. |
| Radio Orange                                                                     | Orange    | 1983        | 1988        | --- |

### Crédit d'auteurs
- Cet article est partiellement ou en totalité issu de l'article intitulé « Liste des stations disparues en France » (voir la liste des auteurs). *